# 西川正郎
西川 正郎（にしかわ まさお）は、日本の内閣府官僚、経済学博士。内閣府事務次官を最後に退官後、一橋大学大学院経済学研究科教授等を経て、桜美林大学大学院国際学術研究科教授。

## 人物・来歴
東京都出身。1978年東京大学教養学部卒業。1980年東京大学経済学部経済学科卒業、経済企画庁入庁。1989年ハワイ大学マノア校経済学博士。2000年ジョンズ・ホプキンズ大学経営大学院修了、経営学修士。
内閣府政策統括官（経済社会システム担当）、内閣府経済社会総合研究所長を経て、2015年内閣府審議官。2016年内閣府事務次官。2017年退官。2018年公益財団法人東京財団政策研究所政策アドバイザー。2019年一橋大学大学院経済学研究科教授。2021年桜美林大学大学院国際学術研究科教授。